# Yangmei (Taoyuan)
Yangmei (chinesisch 楊梅區, Pinyin Yángméi Qū, Hakka Yông-muì-khî, Pe̍h-ōe-jī Iûⁿ-mûi-khu) ist ein Bezirk im Westen der regierungsunmittelbaren Stadt Taoyuan in Taiwan.

## Lage und Geschichte
Yangmei liegt im Westen der Stadt Taoyuan. Es grenzt im Westen an den Bezirk Xinwu, im Osten an die Bezirke Pingzhen und Longtan sowie im Süden an den Landkreis Hsinchu. Die Landschaft ist hügelig. Gleich vielen anderen Bezirken Taoyuans wurde Yangmei während des 19. Jahrhunderts vorwiegend durch Chinesen der Hakka-Volksgruppe besiedelt, die bis heute sie die Mehrheit der Bevölkerung stellen. Die ursprünglich ansässigen Ureinwohner wurden nach Osten abgedrängt. Das hochchinesische Yangmei geht auf den Hakka-Ortsnamen Yông-muì zurück und bezeichnet den Baum Myrica rubra, der die Landschaft in früheren Zeiten geprägt haben soll.
Der Bezirk ist an die Autobahn 1 und an das taiwanische Eisenbahnnetz angeschlossen.

## Bedeutung
Die ursprünglich landwirtschaftliche Prägung Yangmeis (Reis-, Tee- und Obstanbau) ist noch erhalten, geht in jüngerer Zeit jedoch aufgrund neu angesiedelter Industrieanlagen zurück. In Yangmei liegen die Industriegebiete Youshi und Yangmei sowie der Technologiepark Xiucai. Von touristischer Bedeutung sind die traditionelle Hakka-Kultur, die sich unter anderem im Stil von Tempeln und Gebäuden ausdrückt. Eine weitere Sehenswürdigkeit ist das Fugang-Viertel mit Häuserzeilen aus der japanischen Kolonialzeit (1895–1945).
Yangmei ist der einzige Ort Taiwans, an dem heute noch Reste der Tuniu-Linie, einer Erdwall-Grenzbefestigung aus dem 19. Jahrhundert zwischen dem Siedlungsgebiet der Chinesen im Westen und dem Gebiet der Ureinwohner im Osten, zu sehen sind.

## Galerie

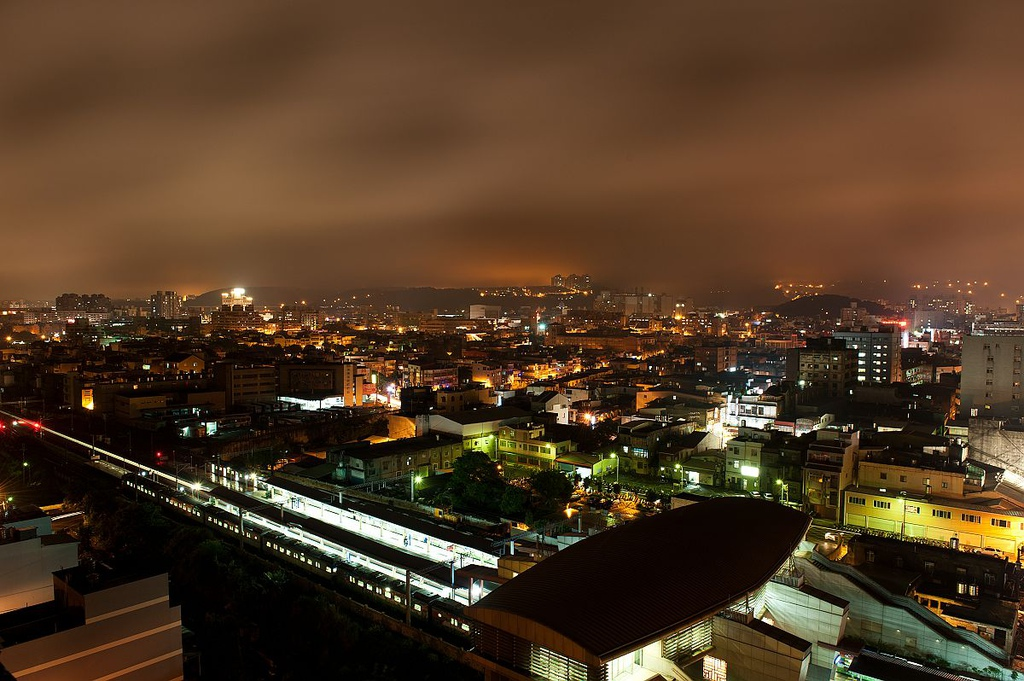
Yangmei bei Nacht
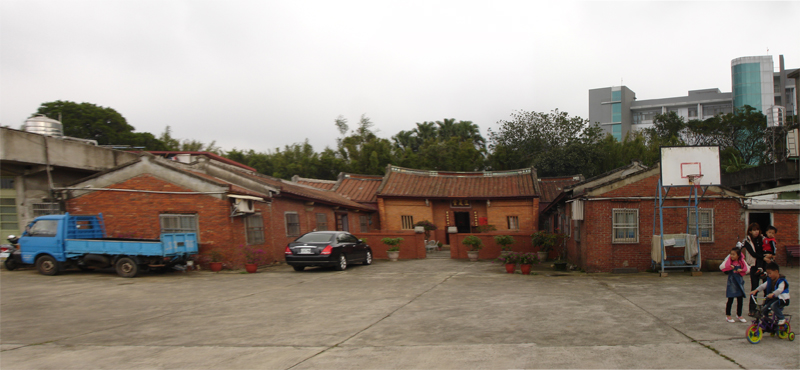
Das traditionelle Hakka-Gebäude Jiangxiatang
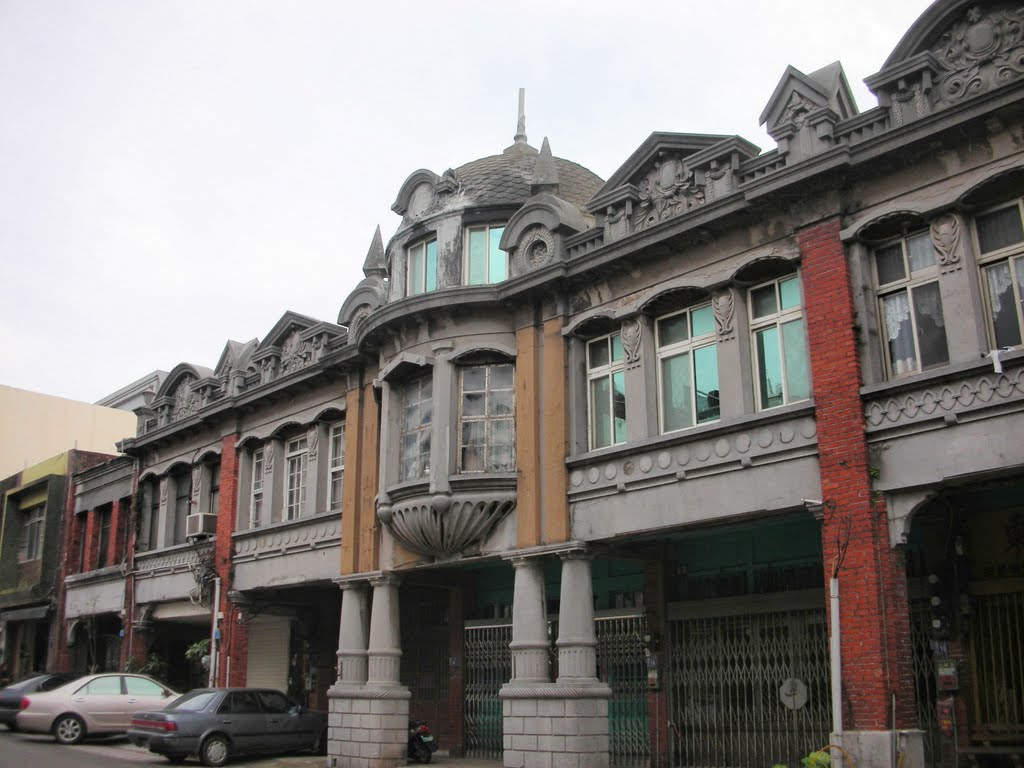
Häuserzeile im Fugang-Viertel